# Filipp Víguel
Filipp Víguel   (Kalínino (Penza), 12 de novembre de 1786 (Julià) - Moscou, 20 de març de 1856 (Julià)), nom complet amb patronímic Filipp Filíppovitx Víguel, rus: Фили́пп Фили́ппович Ви́гель, fou un diplomàtic i noble rus d'origen suec. Va treballar al ministeri d'Afers Exteriors, va acompanyar Iuri Golovkin a la seva missió a la Xina, va presidir el departament de religions estrangeres i va governar la ciutat de Kertx.
Víguel va ser testimoni dels esdeveniments més importants del regnat d'Alexandre I i va tractar amb un gran nombre de prohoms de la cultura russa, incloent-hi els seus companys de la Societat Arzamas com Aleksandr Puixkin, que es va burlar suaument de les inclinacions homosexuals de Víguel en una epístola en vers.
Víguel és recordat principalment per les seves memòries copioses que cobreixen la història de la Rússia des de l'època de l'emperador Pau fins a la revolta polonesa del 1830. Les memòries van ser publicades per Mikhaïl Katkov el 1864; l'edició ampliada va aparèixer el 1892 en set llibres.